# Австралія на літніх Олімпійських іграх 1924
Австралія брала участь в Літніх Олімпійських іграх 1924 року в Парижі (Франція) в сьомий раз за свою історію, й завоювала три золоті, дві бронзові та одну срібну медалі.

## Золото
- Спортивне плавання, чоловіки, 1 500 метрів — Бой Чарльтон.
- Стрибки у воду, чоловіки — Нік Єві.
- Легка атлетика, чоловіки, потрійний стрибок — Нік Вінтер.

## Срібло
- Спортивне плавання, чоловіки, 4х200 метрів, естафета — Френк Борепейр, Бой Чарльтон, Мосс Крісті та Ернест Генрі.

## Бронза
- Спортивне плавання, чоловіки, 400 метрів — Бой Чарльтон.
- Спортивне плавання, чоловіки, 1 500 метрів — Френк Борепейр.